# Balgstädt
Balgstädt är en kommun och ort i Burgenlandkreis i förbundslandet Sachsen-Anhalt i Tyskland.
Den tidigare kommunen Burkersroda uppgick i Balgstädt den 30 juni 2009 och de tidigare kommunerna Hirschroda och Größnitz den 1 juli 2009.
Kommunen ingår i förvaltningsgemenskapen Unstruttal tillsammans med kommunerna Freyburg (Unstrut), Gleina, Goseck, Karsdorf, Laucha an der Unstrut och Nebra (Unstrut).